# Loft
A Loft egy német eurodance-house stílusú zenei együttes, amit az 1990-es években alapítottak. Ismertté különösen a Hold On, Love Is Magic, Don't Stop Me Now, Mallorca és a Wake The World című számaikkal váltak. A csapat angol nyelven adja elő dalait.

## Tagok
- Courtney Williams
- Richard Williams
- Kim Sanders
- Lori Hölzel
- Gina Mohammed
- Sandra Steinborn
- Christiane Eiben

## Albumok
- 1994 - Wake The World
- 1995 - Future World
- 1999 - Greatest Hits

## Számok
- 1993 - Summer Summer Summer - 10. Németországban, 22. Izraelben
- 1993 - Hold On - No'8 Israel
- 1994 - Love Is Magic
- 1994 - Wake The World
- 1995 - Don't Stop Me Now
- 1995 - Free Me
- 1995 - It's Raining Again
- 1996 - Mallorca
- 1997 - Long John Silver
- 2003 - Summer Summer Remix
- 2004 - Still No.1
- 2005 - Love Can't Be Wrong
- 2005 - Gigolo

## Külső hivatkozások
- A Loft a discogs.com oldalán (angolul)
- A Mallorca, az együttes legnépszerűbb száma YouTube